# Teotihuacán de Arista
Teotihuacán de Arista (del náhuatl: Teotiwakan ‘lugar de la apoteosis; ciudad de los dioses’), también conocido como San Juan Teotihuacán, es un pueblo mexicano y cabecera del municipio de Teotihuacán, al nororiente del Estado de México, pertenece a la Zona Metropolitana del Valle de México y es uno de los pueblos más visitados de ésa Entidad federativa por la zona arqueológica de Teotihuacán. 
En este municipio se encuentra localizada la zona arqueológica de Teotihuacán, y colinda con las localidades de San Martín de las Pirámides, San Francisco Mazapa, Santa María Coatlan, San Sebastián Xolalpa, Purificación, San Juan Evangelista Y Puxtla.
En 2018, fue designado como Pueblo Mágico.

## Toponimia
Teotihuacán es un nombre derivado de los vocablos nahuatl teōtīwa, que quiere decir ‘hacerse dios’; y kān, que quiere decir ‘lugar donde abundan’, por lo que Teotihuacán significa ‘lugar donde están los dioses’.

## Historia

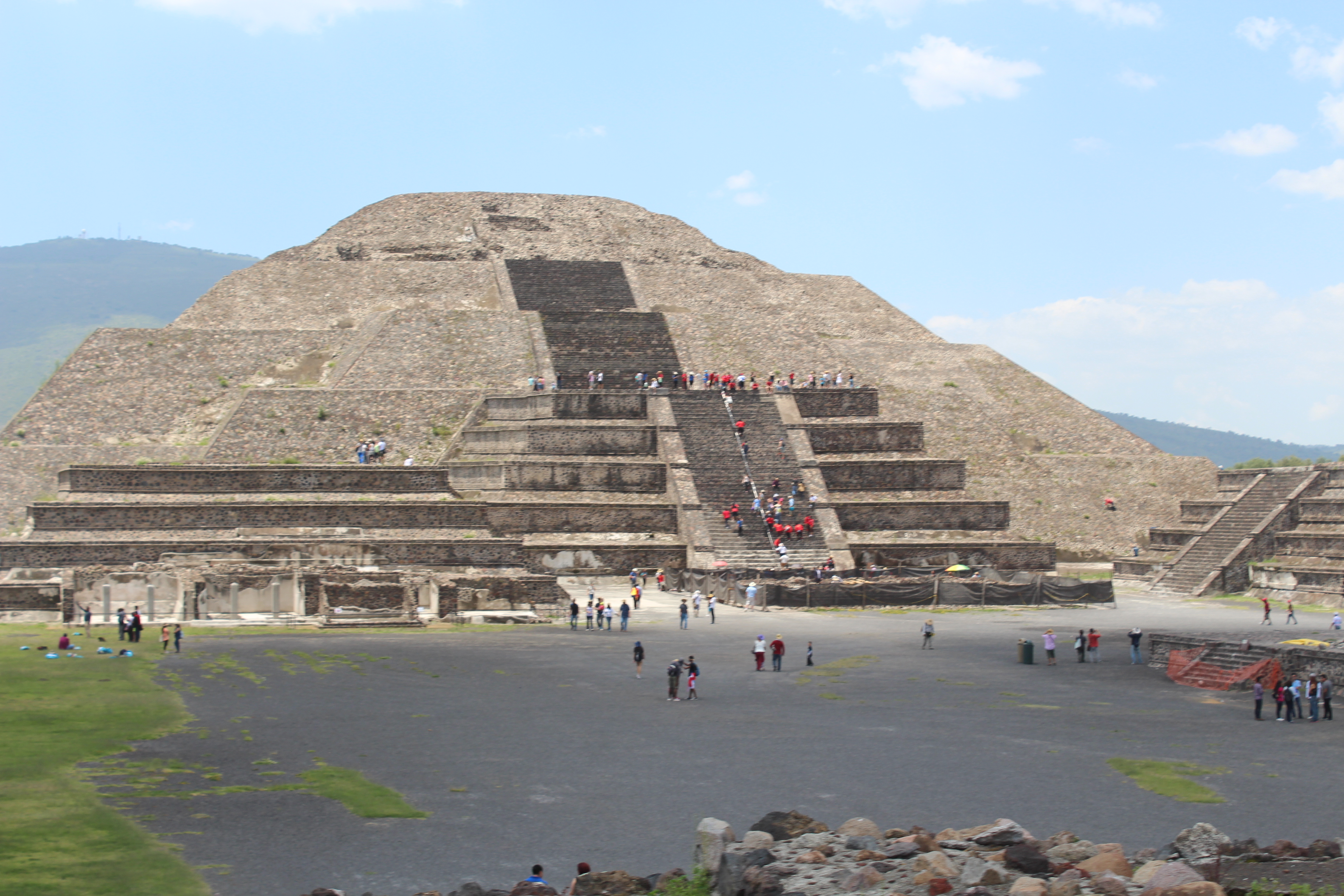
Pirámide de la Luna en la zona arqueológica de Teotihuacán.

El desarrollo de la cultura teotihuacana comenzó hacia el 500 a. C. En esos años el valle de Teotihuacán estaba ocupado por una serie de aldeas. Este desarrollo urbano lleva a una escala que solo podrá compararse con la alcanzada por Tenochtitlán a la llegada de los españoles. De entre los muchos edificios construidos durante este período se encuentran las llamadas pirámides del Sol y la Luna, el templo de Quetzalcóatl y el mercado, rodeado de numerosas construcciones que parecen estar dedicadas a los gobiernos de la ciudad y del imperio.
Consumada la conquista de México, Teotihuacán siguió teniendo prestigio, cuando menos al principio de la colonia, pues los señores de Texcoco se ufanaban de poseerlo. En el período colonial la ciudad tomó el nombre de San Juan Teotihuacán y fue encomendada a fines del siglo XVI, a Francisco de Verdugo Bazán.
La participación del municipio durante la guerra de Independencia fue marginal, solo sirvió como territorio de paso para los ejércitos en pugna; esto se debe principalmente a que la guerra de Independencia se circunscribió al área del bajío. Su participación entonces se limitó a proveer de alimentos a la Ciudad de México, debido a la escasez general que se originó por el abandono y destrucción de los campos agrícolas.
El desconocimiento del triunfo electoral de Madero por Porfirio Díaz, después de las elecciones presidenciales de 1910, dio pauta al estallido de la revolución campesino-popular. La revolución duró 7 años, tiempo que afectó la vida cotidiana de Teotihuacán y de todo el país.
La llegada y salida a la región de los zapatistas, carrancistas y obregonistas, las constantes escaramuzas y anarquía que existió durante y después de la revolución, arruinó la economía de los habitantes de Teotihuacán. La emisión incontrolada y la inestable validez del papel moneda de los ejércitos revolucionarios, originaron, al igual que en la Ciudad de México, una inestabilidad económica y social.
Al triunfo del Constitucionalismo, y al cerrarse el ciclo revolucionario, Teotihuacán se encontraba inmerso en la más espantosa miseria; hubo hambre en la mayoría de la población; los campos agrícolas estaban virtualmente arruinados.
La historia del municipio es de constante superación. Las exploraciones arqueológicas han coadyuvado a ella. En marzo de 1905, Leopoldo Batres exploró y restauró la pirámide del Sol, los templos de los sacerdotes, el de la agricultura y los edificios superpuestos.
En el mes de septiembre de 1962 el Instituto Nacional de Antropología e Historia, gracias al interés del gobierno federal, comenzó importantes trabajos en Teotihuacán. Estas obras, bajo la dirección del Dr. Ignacio Bernal, se realizaron con el nombre de “Proyecto de Teotihuacán”, finalizaron en septiembre de 1964, dejando a la vista, la gran plaza de la Pirámide del Sol y el complejo Palacio de Quetzal-mariposa, la calle de los Muertos, la plaza de la Pirámide de la Luna, se construyó una carretera para facilitar la comunicación con la zona arqueológica. Esta unidad cultural fue inaugurada por el presidente Adolfo López Mateos.

## Hermanamientos
La ciudad de Teotihuacán de Arista tiene Hermanamientos con las sigueintes ciudades alrededor del mundo:
- Delfos, Grecia (1991)[8]
- Cancún, México (2010)[9]
- Huichapan, México (2010)[10]
- Miguel Hidalgo, México (2015)[11]
- San Pedro Cholula, México (2017)[12][13]
- Macuspana, México (2019)[14][15]
- Corregidora, México (2019)[16]
- Tlacotepec de Benito Juárez, México (2019)[17]
- Playa del Carmen, México (2019)[18]
- Mazatlán, México (2020)[19]
- Córdoba, México (2021)[20]